# Ruská Nová Ves
Ruská Nová Ves est un village de Slovaquie situé dans la région de Prešov.

## Histoire
Première mention écrite du village en 1423.

## Démographie

### Évolution de la population
| Année:               | 1994. | 2004.    | 2014.    | 2024.    |
| -------------------- | ----- | -------- | -------- | -------- |
| Nombre de personnes: | 851   | 993      | 1175     | 1398     |
| Différence:          |       | +16,68 % | +18,32 % | +18,97 % |

| Année:               | 2023. | 2024.   |
| -------------------- | ----- | ------- |
| Nombre de personnes: | 1390  | 1398    |
| Différence:          |       | +0,57 % |